# Tây Nusa Tenggara
Tây Nusa Tenggara (tiếng Indonesia: Nusa Tenggara Barat) là một tỉnh của Indonesia ở phía Tây quần đảo Nusa Tenggara. Tỉnh này gồm hai đảo lớn là Lombok và Sumbawa. Tỉnh lỵ là thành phố Mataram trên đảo Lombok. Tỉnh gồm 2 thành phố là Mataram và Bima (Kota Bima) và 7 huyện là Bima (Kapubaten Bima), Dompu, Lombok Barat, Lombok Tengah, Lombok Timur, Sumbawa, và Sumbawa Barat.
Cư dân trên đảo Lombok chủ yếu là tộc người Sasak, còn cư dân trên đảo Sumbawa chủ yếu là tộc người Bali.
Theo UNDP (2000) thì Nusa Tenggara Barat là tỉnh kém phát triển nhất ở Indonesia.